# Ван Ранст, Марк
Марк ван Ранст (20 июня 1965, Борнем, Антверпен, Фландрия, Бельгия) — бельгийский вирусолог и эпидемиолог, работает в Лёвенском католическом университете (Лёвен, Бельгия) и в Институте медицинских исследований Рега. 1 мая 2007 года федеральным правительством Бельгии он был назначен «межведомственным комиссаром» во подготовке Бельгии к пандемии гриппа.

## Биография
Ван Ранст получил степень бакалавра медицины в Университете Хасселта в 1986 и степень доктора медицины в Лёвенском католическом университете в 1990 году. С 1990 по 1993 год он работал на кафедре микробиологии и иммунологии медицинского колледжа имени Альберта Эйнштейна в Нью-Йорке и получил степень доктора философии по вирусологии в 1994 году.
- С 2007 года отвечает за планирование готовности к пандемии гриппа[2].
- 2009-2010: ответственный как межведомственный комиссар по кризисному управлению во время пандемии мексиканского гриппа[2].
- 2020: во время пандемии COVID-19 Марк ван Ранст стал членом бельгийской «Группы оценки рисков» (RAG), которая анализирует риски бетакоронавируса SARS-CoV-2 для социальной гигиены и организации здравоохранения, и «Научного комитета „Коронавирус“», который консультирует органы здравоохранения Бельгии по вопросам борьбы с этим вирусом и прогнозирует его развитие и распространение в Бельгии[3].

## Критика
Ван Ранст очень активен в социальных сетях, особенно в Twitter, где он занимается как профессиональными, так и социальными вопросами. В августе 2014 года он был первым человеком, который использовал термин «Газакост», который вызвал бурную реакцию в еврейской общине в Бельгии и за рубежом. Ван Ранст подвергается нападкам в социальных медиа правых фламандских политиков в Бельгии, например, в 2018 году бывший министр внутренних дел Тео Франкен назвал ван Ранстан Доктор Ненависть.
Марк Ван Ранст был одной из главных целей для убийства бельгийским дезертиром Юргеном Конингсом — впрочем вирусолог в итоге не пострадал.

## Внешние ссылки
- vanranstmarc в X
- Marc Van Ranst